# Cathédrale Saint-Pierre de Mantoue
La cathédrale Saint-Pierre (italien : cattedrale di San Pietro ; lombard : catedral de San Peder) ou dôme de Mantoue (italien : duomo di Mantova ; lombard : domm de Mantua) est la cathédrale et l'église principale de la ville de Mantoue, dans la province italienne de la Lombardie.

## Histoire

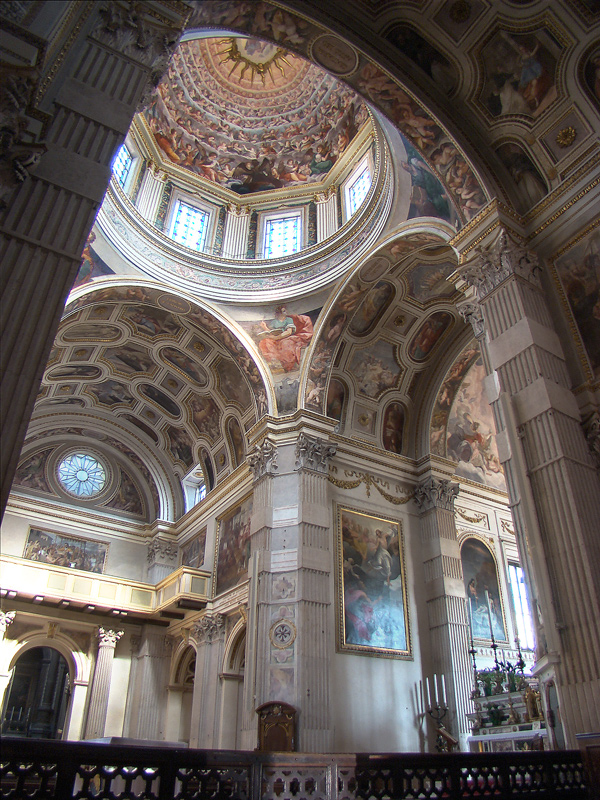
L'intérieur

Une première structure a probablement existé à l'époque paléo-chrétienne, qui a été suivie d'un édifice détruit par un incendie en 894 dont il reste encore aujourd'hui le campanile roman.
Pour célébrer la naissance de son premier fils en 1395, François Ier de Mantoue fit construire une nouvelle façade de style gothique par les frères vénitiens Jacobello et Pier Paolo Dalle Masegne qui étaient sculpteurs et architectes. Jacobello revêtit la façade de marbres polychromes et Pier Paolo réalisa l'ensemble sculpté. L'église fut reconstruite vers 1395-1401 avec l'ajout de chapelles sur les côtés.
Après un autre incendie en 1545, à la demande du cardinal Hercule Gonzague, régent du duché, Giulio Romano a entièrement refait l'intérieur en préservant la façade. Le cardinal jugeait l'édifice « petit » et « mal conçu ». Pour ce faire, Giulio Romano s'inspira de la basilique constantinienne de Saint-Pierre de Rome que le pape Paul III, ennemi juré du cardinal, était en train de faire disparaître. Giulio Romano transforma l'église gothique en un édifice lumineux d'une grande beauté classique en créant dans les limites préexistantes du bâti, une nef formée de cinq vaisseaux divisés par trente-deux colonnes. Les travaux furent menés à leur terme par son successeur et ancien élève, à la suite de son décès, Giovan Batista Bertani.
La décoration intérieure fut supervisée à partir du début des années 1550 par Giovan Battista Bertani qui fit réaliser dix retables par des artistes locaux comme Ippolito Costa et Fermo Ghisoni, mais aussi par des artistes étrangers. Parmi eux, originaire de Viadana, Girolamo Mazzola Bedoli peignit une délicate Santa Tecla et le Crémonais Giulio Campi, un Saint Jérôme aujourd'hui disparu. Quatre peintres Véronais participèrent à cette entreprise : Battista del Moro, Domenico Brusasorci, Paolo Farinati et Véronèse. Ce dernier, encore très jeune, il avait alors vingt-quatre ans, peignit une Tentation de saint Antoine qui est aujourd'hui conservée au musée des Beaux-Arts de Caen.
Après deux siècles d'hésitations, la façade de style gothique a été cependant démolie et remplacée entre 1756 et 1761 par une façade baroque en marbre de Carrare sur les plans de l'architecte Nicolo Baschiera. De l'édifice gothique, il ne subsiste qu'une des façades latérales de brique, qui se distinguent par les gables triangulaires et en accolade qui la couronnent ainsi que par les roses et les baies en arc brisé, ces dernières étant désormais murées.

## Reliques
En 1793, la dépouille in-corrompue du bienheureux Bartolomé Fanti est installée dans la chapelle de Notre-Dame couronnée (Cappella della Madonna Incoronata) de la cathédrale.
La dépouille in-corrompue du bienheureux Jean-Baptiste Spagnoli décédé le 20 mars 1516, repose dans la cathédrale. Le père Carme, grand poète et humaniste, a été béatifié en 1885.

## Source de la traduction
- (en) Cet article est partiellement ou en totalité issu de l’article de Wikipédia en anglais intitulé « Mantua Cathedral » (voir la liste des auteurs).